# Заза Пачулија
Заза Пачулија (енгл. Zaza Pachulia; Тбилиси, 10. фебруар 1984) је бивши грузијски кошаркаш. Играо је на позицији центра.

## Рана каријера
Пачулија је био врло успешан млади кошаркаш у Грузији. Већ у 13. години био је висок 2,04 м. Као тинејџер привукао је пажњу турског Улкерспора па је убрзо постао и њихов члан. Ускоро је постао и члан грузијске кошаркашке репрезентације па је репрезентацију предводио до победа против других источноевропских противника, као што су Бугарска и Белорусија.

## НБА каријера
Након што се доказао у Улкеру, Пачулија се одлучио пријавити на НБА драфт. Изабран је као 42. избор НБА драфта 2003. од стране Орландо Меџика. У дресу Орланда задржао се једну сезону те је након завршетка сезона 2003/04. мењан у Милвоки баксе. У првој сезони у дресу Бакса, Пачулиа је, улазећи с клупе, просечно постизао 6,2 поена и 5,1 скокова по утакмици.
Дана 11. августа 2005. Пачулија је, као слободан играч, потписао за Атланта Хоксе и убрзо је постао стартни центар екипе. У сезони 2005/06. Пачулија је просечно постизао 11,7 поена и 7,9 скокова по утакмици па је позицију стартног центра екипе задржао све до средине сезоне 2006/07. У јулу 2009. Пачулија је потписао вишегодишњи уговор са Атланта Хоксима.
У јулу 2013. потписао је уговор са Милвоки баксима.

## Повратак у Турску
Током локаута 2011. Пачулија је наступао за турски Галатасарај.

## Успеси

### Клупски
- Улкерспор:
  - Првенство Турске (1): 2000/01.
  - Куп Турске (1): 2003.
  - Суперкуп Турске (3): 2001, 2002, 2003.
- Голден Стејт вориорси:
  - НБА (2): 2016/17, 2017/18.